# Red Hill (Carolina del Sur)
Red Hill es un lugar designado por el censo del condado de Horry, Carolina del Sur, Estados Unidos. Según el censo de 2020, tiene una población de 15 906 habitantes.
En los Estados Unidos, un lugar designado por el censo (traducción literal de la frase en inglés census-designated place, CDP) es una concentración de población identificada por la Oficina del Censo exclusivamente para fines estadísticos.
Si bien desde el punto de vista administrativo la zona depende directamente del condado, a todos los efectos prácticos es un barrio de la ciudad de Conway.

## Geografía
Está ubicado en las coordenadas 33°46′41″N 79°00′54″O / 33.77806, -79.01500 (33.777957, -79.015118). Según la Oficina del Censo, tiene una superficie total de 28.67 km², de los cuales 28.47 km² corresponden a tierra firme y 0.20 km² están cubiertos de agua.

## Demografía

### Censo de 2020
Según el censo de 2020, hay 15 906 personas residiendo en la zona. La densidad de población es de 558.69 hab./km².
| Raza                   | Núm.   | Porc.   |
| ---------------------- | ------ | ------- |
| Blancos                | 11 649 | 73.24%  |
| Blancos                | 1787   | 11.23%  |
| Amerindios             | 103    | 0.65%   |
| Asiáticos              | 258    | 1.62%   |
| Isleños del Pacífico   | 8      | 0.05%   |
| De otras razas         | 966    | 6.07%   |
| De una mezcla de razas | 1135   | 7.14%   |
| Total                  | 15 906 | 100.00% |

Del total de la población, el 11.00% son hispanos o latinos de cualquier raza.

### Estimación 2018-2022
Según la estimación 2018-2022 de la Oficina del Censo, los ingresos promedio de los hogares son de $56,204 y los ingresos medios de las familias son de $61,885. Los ingresos per cápita en los últimos doce meses, medidos en dólares de 2022, son de $27,934. Alrededor del 20.6% de la población está por debajo de la línea de pobreza nacional.